# Neocucullia albisignata
Neocucullia albisignata là một loài bướm đêm trong họ Noctuidae.